# Festival de Cannes 1998
La 51e édition du Festival de Cannes a lieu du 13 au 24 mai 1998. La maîtresse de cérémonie est l'actrice française Isabelle Huppert.

## Jurys

### Compétition
- Martin Scorsese (président du jury) - Réalisateur -  États-Unis
- Chiara Mastroianni - Comédienne -  France
- Lena Olin - Comédienne -  Suède
- Winona Ryder - Comédienne -  États-Unis
- Zoe Valdes - Écrivain -  Cuba- France- Espagne
- Sigourney Weaver - Comédienne - États-Unis
- Alain Corneau - Réalisateur -  France
- Chen Kaige - Réalisateur -  République populaire de Chine
- MC Solaar - Chanteur -  France
- Michael Winterbottom - Réalisateur -  Angleterre

### Caméra d'or
- Trần Anh Hùng (président du jury) - Réalisateur
- Emmanuella Martini - Critique
- Derek Malcolm - Critique
- Bernard Maltaverne - Administration
- Marcel Martin - Critique
- Jacques Poitrenaud - Cinéphile
- Pierre Salvadori - Réalisateur
- Charlie van Damme - Directeur de la photographie

### Un certain regard
- Thierry Gandillot - Critique
- Jacques Mandelbaum - Critique
- Luc Honorez - Critique
- Pierre Murat - Critique

### Cinéfondation et courts métrages
- Jean-Pierre Jeunet (président du jury) - Réalisateur
- Emmanuelle Béart - Actrice
- Ángela Molina - Actrice
- Arnaud Desplechin - Réalisateur
- Jaco Van Dormael - Réalisateur

## Sélection

### Sélection officielle

#### Compétition
La sélection officielle en compétition se compose de 22 films :
| Titre                                                       | Réalisation       | Pays        | Distribution                                                                                    |
| ----------------------------------------------------------- | ----------------- | ----------- | ----------------------------------------------------------------------------------------------- |
| L'Éternité et Un Jour                                       | Theo Angelopoulos | Grèce       | Bruno Ganz, Isabelle Renauld                                                                    |
| Cœur allumé                                                 | Hector Babenco    | Brésil      | Miguel Ángel Solá, Maria Luísa Mendonça                                                         |
| La vie est belle                                            | Roberto Benigni   | Italie      | Roberto Benigni, Nicoletta Braschi, Giorgio Cantarini                                           |
| Le Général                                                  | John Boorman      | Irlande     | Brendan Gleeson, Adrian Dunbar, Jon Voight                                                      |
| Ceux qui m'aiment prendront le train                        | Patrice Chéreau   | France      | Jean-Louis Trintignant, Charles Berling, Valeria Bruni-Tedeschi, Pascal Greggory, Vincent Pérez |
| Dance Me to My Song                                         | Rolf de Heer      | Australie   | Heather Rose, Joey Kennedy, John Brumpton                                                       |
| La Petite Marchande de roses                                | Victor Gaviria    | Colombie    | Leidy Tabares, Martha Correa                                                                    |
| Las Vegas Parano                                            | Terry Gilliam     | États-Unis  | Johnny Depp, Benicio del Toro                                                                   |
| Khroustaliov, ma voiture !                                  | Alekseï Guerman   | Russie      | Yuriy Tsurilo, Nina Rouslanova                                                                  |
| Henry Fool                                                  | Hal Hartley       | États-Unis  | Thomas Jay Ryan, James Urbaniak, Parker Posey                                                   |
| Velvet Goldmine                                             | Todd Haynes       | États-Unis  | Ewan McGregor, Jonathan Rhys-Meyers, Christian Bale                                             |
| Les Fleurs de Shanghai                                      | Hou Hsiao-hsien   | Taïwan      | Tony Leung Chiu-wai, Shuan Fang, Michiko Hada                                                   |
| L'École de la chair                                         | Benoît Jacquot    | France      | Isabelle Huppert, Vincent Martinez, Vincent Lindon                                              |
| Claire Dolan                                                | Lodge Kerrigan    | États-Unis  | Katrin Cartlidge, Vincent D'Onofrio, Colm Meaney                                                |
| My Name Is Joe                                              | Ken Loach         | Royaume-Uni | Peter Mullan, Louise Goodall                                                                    |
| La Classe de neige                                          | Claude Miller     | France      | Clément Van Den Bergh, Lokman Nolcakan                                                          |
| The Hole                                                    | Tsai Ming-liang   | Taïwan      | Yang Kuei-mei, Lee Kang-sheng                                                                   |
| Aprile                                                      | Nanni Moretti     | Italie      | Nanni Moretti, Silvio Orlando, Silvia Nono                                                      |
| Illuminata                                                  | John Turturro     | États-Unis  | John Turturro, Christopher Walken, Susan Sarandon                                               |
| Festen                                                      | Thomas Vinterberg | Danemark    | Ulrich Thomsen, Henning Moritzen                                                                |
| Les Idiots                                                  | Lars von Trier    | Danemark    | Bodil Jørgensen, Jens Albinus, Anne Louise Hassing                                              |
| La Vie rêvée des anges (en compétition pour la Caméra d'or) | Érick Zonca       | France      | Élodie Bouchez, Natacha Régnier                                                                 |

#### Un certain regard
La section Un certain regard comprend 27 films :
| Titre                                               | Réalisation         | Pays                     | Distribution                                           |
| --------------------------------------------------- | ------------------- | ------------------------ | ------------------------------------------------------ |
| Homme incapable d'ouvrir des portes (court-métrage) | Paul Arden          | Royaume-Uni              |                                                        |
| Lulu on the Bridge                                  | Paul Auster         | États-Unis               | Harvey Keitel, Mira Sorvino, Willem Dafoe              |
| En présence d'un clown                              | Ingmar Bergman      | Suède                    | Börje Ahlstedt, Erland Josephson, Pernilla August      |
| Le Prédicateur                                      | Robert Duvall       | États-Unis               | Robert Duvall, Farrah Fawcett, Billy Bob Thornton      |
| Szenvedély                                          | György Fehér        | Hongrie                  | Ildikó Bánsági, Đoko Rosić                             |
| La Méthode zéro                                     | Jake Kasdan         | États-Unis               | Bill Pullman, Ben Stiller, Ryan O'Neal                 |
| Tokyo Eyes                                          | Jean-Pierre Limosin | France Japon             | Shinji Takeda, Takeshi Kitano                          |
| La Pomme                                            | Samira Makhmalbaf   | Iran                     | Masumeh Naderi                                         |
| Théâtre de guerre (Teatro di guerra)                | Mario Martone       | Italie                   | Andrea Renzi, Iaia Forte, Toni Servillo                |
| À vendre                                            | Laetitia Masson     | France                   | Sandrine Kiberlain, Sergio Castellitto, Aurore Clément |
| Love Is the Devil                                   | John Maybury        | Royaume-Uni France Japon | Derek Jacobi, Daniel Craig, Tilda Swinton              |
| Dis-moi que je rêve                                 | Claude Mouriéras    | France                   | Frédéric Pierrot, Muriel Mayette                       |
| Feuille sur un oreiller                             | Garin Nugroho       | Indonésie                | Christine Hakim, Sarah Azhari                          |
| Tueur à gages                                       | Darezhan Omirbaev   | Kazakhstan               | Talgat Assetov, Roksana Abouova                        |
| La Chaussure                                        | Laila Pakalnina     | Lettonie                 | Ivars Brakovskis                                       |
| Un soir après la guerre                             | Rithy Panh          | Cambodge                 | Chea Lyda Chan, Ratha Keo                              |
| Divine                                              | Arturo Ripstein     | Mexique                  | Francisco Rabal, Katy Jurado                           |
| Le Fleuve d'or                                      | Paulo Rocha         | Portugal                 | Isabel Ruth, Lima Duerte                               |
| Le Pouvoir de la province de Kangwon                | Hong Sang-soo       | Corée du Sud             | Baek Jong-hak, Oh Yun-hong                             |
| Plätze in Städten                                   | Angela Schanelec    | Allemagne                | Sophie Aigner, Vincent Branchet                        |
| Louise (take 2)                                     | Siegfried           | France                   | Élodie Bouchez, Roschdy Zem                            |
| All the Little Animals                              | Jeremy Thomas       | Royaume-Uni              | John Hurt, Christian Bale                              |
| Les Imposteurs                                      | Stanley Tucci       | États-Unis               | Oliver Platt, Stanley Tucci                            |
| Le P'tit Tony                                       | Alex van Warmerdam  | Pays-Bas                 | Alex van Warmerdam, Annet Malherbe                     |
| Os Mutantes                                         | Teresa Villaverde   | Portugal                 | Ana Moreira, Alexandre Pinto                           |
| Un 32 août sur terre                                | Denis Villeneuve    | Canada                   | Pascale Bussières                                      |
| Island, Alicia                                      | Ken Yunome          | États-Unis               | Jane Jepson, Jeff Lynn Miller                          |

#### Hors compétition
| Titre                             | Réalisation        | Pays       | Distribution                                                     |
| --------------------------------- | ------------------ | ---------- | ---------------------------------------------------------------- |
| Primary Colors (film d'ouverture) | Mike Nichols       | États-Unis | John Travolta, Emma Thompson, Billy Bob Thornton                 |
| Inquiétude                        | Manoel de Oliveira | Portugal   | Leonor Baldaque, Alfonso Araujo                                  |
| Kanzō-sensei                      | Shohei Imamura     | Japon      | Akira Emoto, Kumiko Aso                                          |
| Goodbye Lover                     | Roland Joffé       | États-Unis | Patricia Arquette, Ellen DeGeneres, Dermot Mulroney, Don Johnson |
| Blues Brothers 2000               | John Landis        | États-Unis | Dan Aykroyd, John Goodman, Joe Morton                            |
| Dark City                         | Alex Proyas        | États-Unis | Rufus Sewell, Kiefer Sutherland, Jennifer Connelly, William Hurt |
| Tango                             | Carlos Saura       | Espagne    | Miguel Angel Sola, Cecilia Narova                                |
| Godzilla (film de clôture)        | Roland Emmerich    | États-Unis | Matthew Broderick, Jean Reno, Maria Pitillo, Hank Azaria         |

#### Cinéfondation
Voir la sélection de la Cinéfondation.

### Quinzaine des réalisateurset Cinémas en France

#### Longs-métrages
- Babyface de Jack Blum
- Cantique de la racaille de Vincent Ravalec
- Chacun pour soi de Bruno Bontzolakis
- Disparus de Gilles Bourdos
- Happiness de Todd Solondz
- De plein fouet (Head On) d'Ana Kokkinos
- High Art de Lisa Cholodenko
- Mots d'amour (La Parola amore esiste) de Mimmo Calopresti
- La Vie sur terre d'Abderrahmane Sissako
- Laisse un peu d'amour de Zaïda Ghorab-Volta
- Last Night de Don McKellar
- Le Nain rouge de Yvan Le Moine
- L'Arrière pays de Jacques Nolot
- L'homme qui rit de Paul Leni (séance spéciale)
- Des monstres et des hommes (Про уродов и людей, Pro ourodov i ludeï) d'Alekseï Balabanov
- Requiem d'Alain Tanner
- Slam de Marc Levin
- Les Taudis de Beverly Hills (Slums Of Beverly Hills) de Tamara Jenkins
- Spring In My Hometown de Kwangmo Lee
- The Stringer de  Paweł Pawlikowski
- West Beyrouth de Ziad Doueiri

#### Courts-métrages
- À table d'Idit Cebula
- Electrons statiques de Jean-Marc Moutout
- Le Bleu du ciel de Christian Dor
- Les Corps ouverts de Sébastien Lifshitz
- Les Pinces à linge de Joël Brisse
- Rue Bleue de Chad Chenouga

### Semaine de la critique

#### Longs métrages
- Christmas in August de Hur Jin-ho (Corée)
- La Fiancée polonaise (De poolse bruid) de Karim Traïdia (Pays-Bas)
- Le Lit (Postel) d'Oskar Reif (République Tchèque)
- Memory & Desire de Niki Caro (Nouvelle-Zélande)
- Seul contre tous de Gaspar Noé (France)
- Sitcom de François Ozon (France)
- Torrente, le bras gauche de la loi (Torrente, el brazo tonto de la ley) de Santiago Segura (Espagne)

#### Courts métrages
- Brutalos de Christophe Billeter et David Leroy (Suisse)
- Der Hausbesorger de Stephan Wagner (Autriche)
- Flight de Sim Sadler (Etats-Unis)
- Loddrett, Vannrett d'Erland Øverby (Norvège)
- Milk d'Andrea Arnold (Royaume-Uni)
- Por un infante difunto de Tinieblas González (Espagne)
- The Rogers’ Cable de Jennifer Kierans (Canada)

### ACID
- Solo tu de Arnaud Dommerc et Anne Benhaiem
- Fin d'été de Jean-Marie Larrieu
- La Vie est dure nous aussi de Charles Castella
- Plus qu'hier moins que demain de Laurent Achard
- Grands comme le monde de Denis Gheerbrant
- Je suis vivante et je vous aime de Roger Kahane
- Tunisiennes (Bentfamilia) de Nouri Bouzid
- Pas vu pas pris de Pierre Carles
- D'une brousse à l'autre de Jacques Kebadian
- Silmandé (Tourbillon) de Pierre S. Yaméogo

## Palmarès

### Compétition
Longs métrages
- Palme d'or (à l'unanimité) : L'Éternité et Un Jour de Theo Angelopoulos
- Grand prix : La vie est belle de Roberto Benigni
- Prix d'interprétation féminine (ex æquo) : Élodie Bouchez et Natacha Régnier pour La Vie rêvée des anges
- Prix d'interprétation masculine (à l'unanimité) : Peter Mullan pour My Name Is Joe
- Prix de la mise en scène : John Boorman pour Le Général
- Prix du meilleur scénario : Hal Hartley pour Henry Fool
- Prix du jury (ex æquo) : La Classe de neige de Claude Miller et Festen de Thomas Vinterberg
- Prix de la meilleure contribution artistique au Festival International du Film : Velvet Goldmine de Todd Haynes
- Grand Prix de la commission Supérieure technique : Vittorio Storaro pour la photographie de Tango de Carlos Saura
- Caméra d'or : Slam de Marc Levin

Courts métrages
- Palme d'or du court métrage : L'Interview de Xavier Giannoli
- Prix du jury - court métrage : Horseshoe de David Lodge et Gasman de Lynne Ramsay

### Prix FIPRESCI
Le prix FIPRESCI du Festival de Cannes est remis à 2 films.
| Attribué à | Réalisateur     | Pays          | Section                    |
| ---------- | --------------- | ------------- | -------------------------- |
| The Hole   | Tsai Ming-liang | Taïwan France | Compétition                |
| Happiness  | Todd Solondz    | États-Unis    | Quinzaine des Réalisateurs |